# Ozerțe, Halîci
Ozerțe (în ucraineană Озерце) este un sat în comuna Kinceakî din raionul Halîci, regiunea Ivano-Frankivsk, Ucraina.

## Demografie
Componența lingvistică a localității Ozerțe
     Ucraineană (100%)
Conform recensământului din 2001, toată populația localității Ozerțe era vorbitoare de ucraineană (100%).